# Park Narodowy Waraira Repano
Park Narodowy Waraira Repano, do 2010 roku Park Narodowy El Ávila (hiszp. Parque nacional Waraira Repano, Parque nacional El Ávila) – park narodowy na obrzeżach stolicy Wenezueli – Caracas, położony w stanach Miranda i La Guaira oraz w dystrykcie stołecznym (Distrito Capital). Został utworzony 12 grudnia 1958 roku i zajmuje obszar 851,92 km². W 2005 roku został zakwalifikowany przez BirdLife International jako ostoja ptaków IBA. Na południowy zachód od niego znajduje się Park Narodowy Macarao.

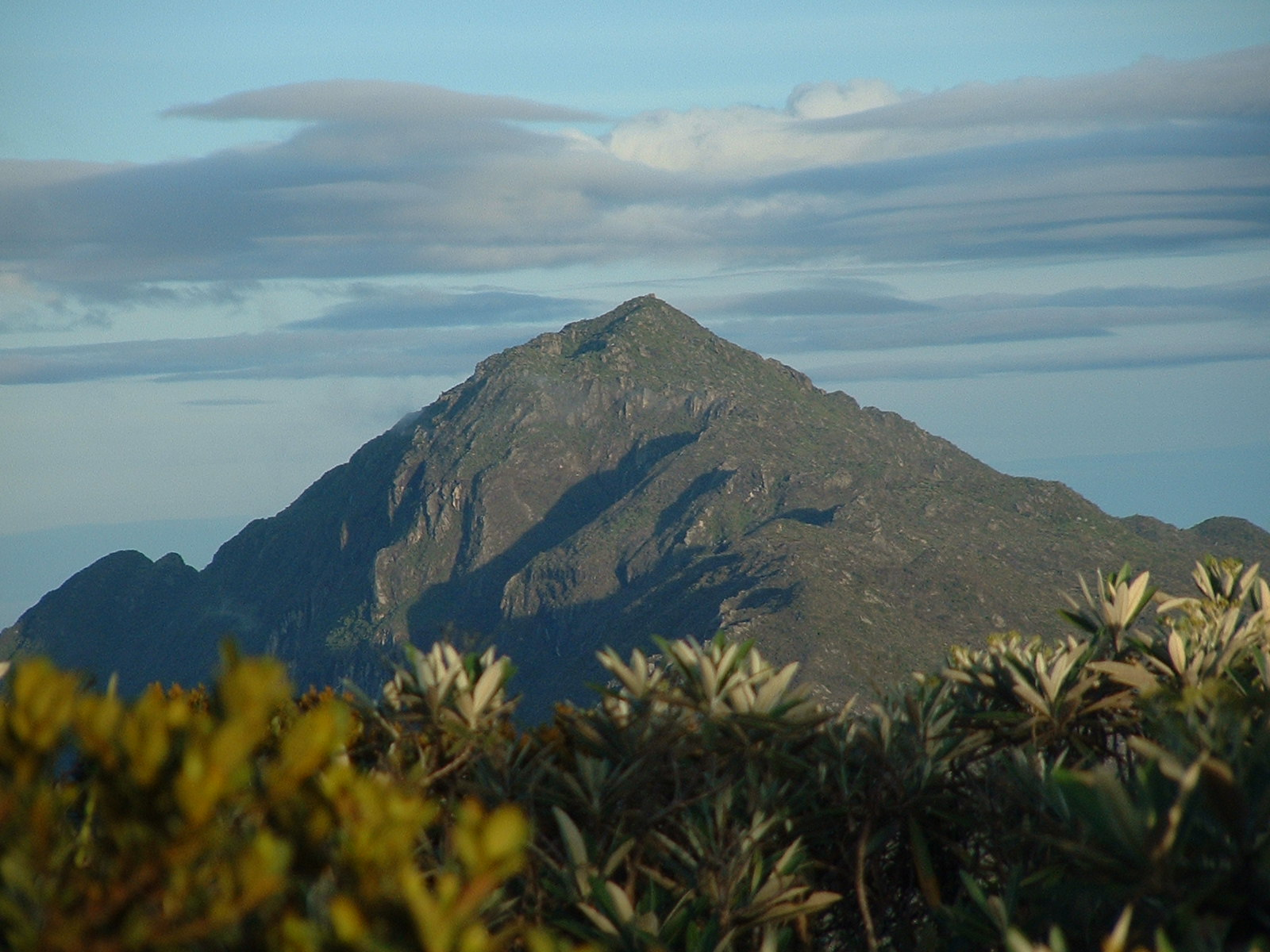
Szczyt Pico Naiguatá

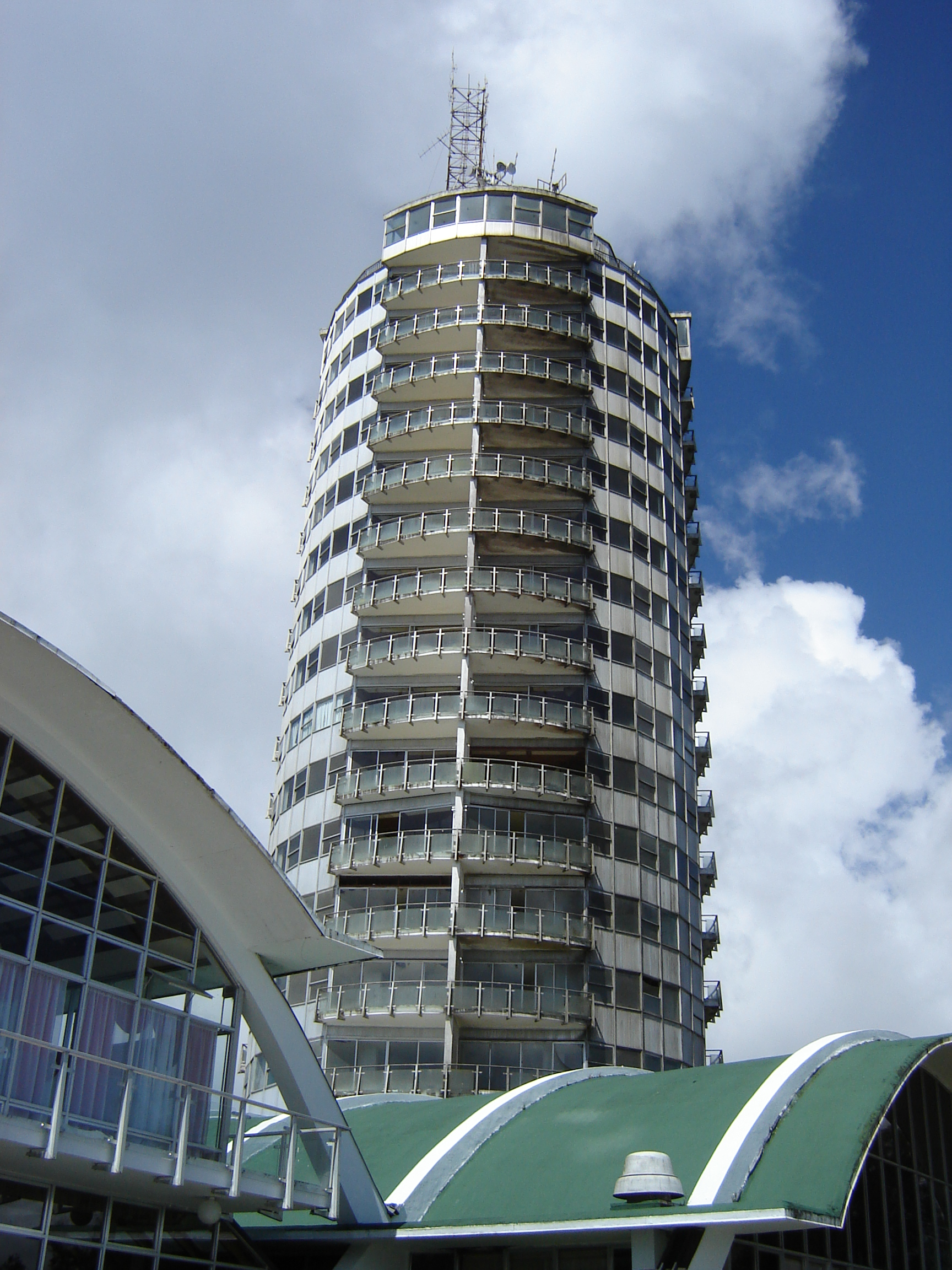
Hotel Humboldt na szczycie Waraira Repano

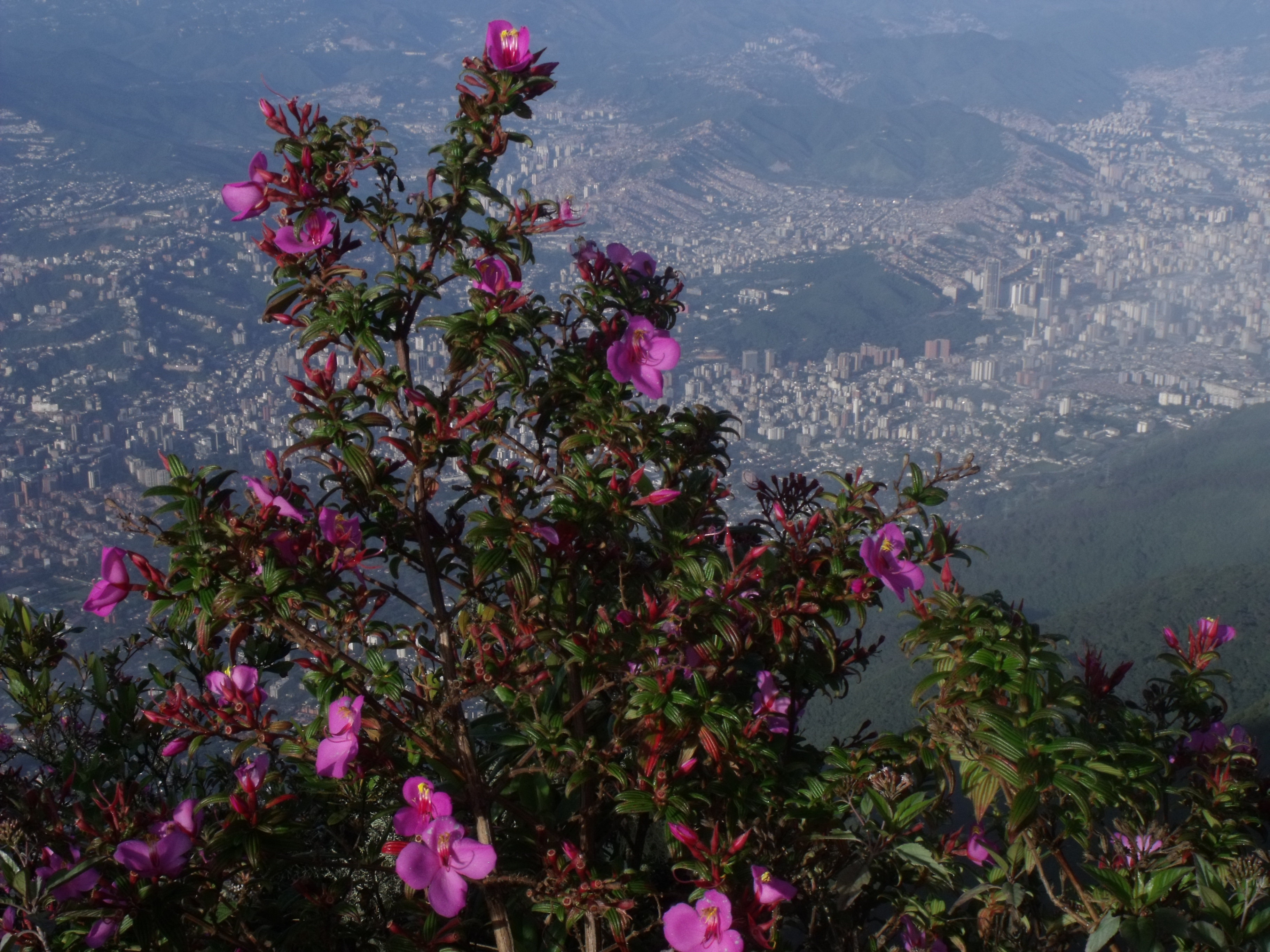
Monochaetum humboldtianum w parku

## Opis
Park znajduje się na wybrzeżu Morza Karaibskiego i obejmuje środkową część pasma górskiego Kordyliera Nadbrzeżna (Serranía del Litoral) oddzielającego Caracas od morza. Najwyższym szczytem w parku, a zarazem najwyższym szczytem Kordyliery Nadbrzeżnej, jest Pico Naiguatá (2765 m n.p.m.). Znajdują się tu liczne rzeki uchodzące do Morza Karaibskiego (północne zbocza) i do rzek Guaire, Río Grande i Río Caucagua (południowe zbocza). Jednym z najwyższych szczytów jest, górujący nad Caracas, Waraira Repano (2169 m n.p.m.). Inna nazwa tego szczytu to Cerro El Ávila (stąd nazwy parku). Prowadzi na niego kolej linowa z Caracas, a na szczycie znajduje się hotel. W parku znajduje się wiele szlaków i dróg. Jest najczęściej odwiedzanym przez turystów parkiem narodowym w Wenezueli. Niżej położoną część parku pokrywa tropikalny las suchy i  tropikalny wilgotny las górski. Wyżej rośnie las mglisty. Szczyty powyżej 2200 m n.p.m. pokrywa paramo. Na południowych zboczach występują sawanny. Wzdłuż rzek rosną lasy galeriowe.
Temperatura w parku waha się w zależności od wysokości od +1,5 °C do +29 °C, a średnie roczne opady wynoszą od 600 mm do 1400 mm.

## Flora
W parku odnotowano ponad 1800 gatunków roślin. W lasach rosną narażony na wyginięcie (VU) Tabebuia chrysantha, a także m.in.: Acacia flexuosa, Acacia glomerosa, jadłoszyn baziowaty, brezylka garbarska, Bursera simaruba, Clusia rosea, łoskotnica pękająca, Erythrina poeppigiana, Cordia alliodora, Liabum megacephalum i Cinchona pubescens. Na sawannach dominują Melinis minutiflora, Panicum maximum, Hyptis coccinea, Dodonaea viscosa, Oyedaea verbesinoides i Clusia minor. W paramo rosną głównie Libanothamnus neriifolius, Bejaria glauca, Chusquea spencei, Agrostis humboldtiana, Excremis coarctata, Aulonemia subpectinata i Libanothamnus neriifolius.
Gatunki endemiczne dla Kordyliery Nadbrzeżnej to narażony na wyginięcie (VU) Gyranthera caribensis, a także m.in.: Verbesina laevifolia, Palicourea pittieri, Monochaetum humboldtianum, Arcytophyllum nitidum i Archyrocline flavida.
W parku rośnie 180 gatunków storczyków. Są to m.in.: Cycnoches chlorochilon, Stanhopea wardii, Schomburgkia undulata, Epidendrum fimbriatum, Lycaste macrophylla, Oncidium papilio, Brassavola cucullata, Acineta superba i Cattleya mossiae.

## Fauna
W parku żyje ponad 120 gatunków ssaków, 493 gatunki ptaków, około 20 gatunków płazów i  30 gadów.
Ssaki tu występujące to narażony na wyginięcie (VU) tapir amerykański, a także m.in.: wyjec rudy, leniwiec pstry, pancernik dziewięciopaskowy, koendu brazylijski, tamandua południowa, majkong krabożerny, dydelf czarnouchy, jaguar amerykański, mazama ruda, ocelot wielki, paka nizinna, wiewiórka rudoogonowa, aguti złocisty i łasica długoogonowa.
Ptaki żyjące w parku to zagrożony wyginięciem (EN) czyż czerwony, narażone na wyginięcie (VU) czubacz hełmiasty, ara zielona i derkaczyk rdzawoboczny, a także m.in.: tygryska ciemna, wojownik białogłowy, przepiór wenezuelski, czubacz żółtoguzy i amazonka wenezuelska. 9 gatunków ptaków jest endemicznych dla Wenezueli. Są to: fiołkowik, ogończyk czarnogardły, liściowiec oliwkowy, drobik łuskowany, krytonosek wenezuelski, owocojad wenezuelski, bentewi wenezuelski, tyrańczyk wenezuelski i tangarka rdzawolica.
Odnotowano tu ponad 100 gatunków motyli, takich jak np.: Metamorpha epaphus, Dione moneta, Morpho peleides, Chlosyne lacinia i Oleria stella.